# Маневич, Александр Менделевич
Александр Менделевич Мане́вич (1908—1976) — советский композитор. Лауреат Сталинской премии третьей степени (1950).

## Биография
Родился 25 декабря 1907 (7 января 1908) в Стародубе (ныне Брянская область). Выпускник МГК имени П. И. Чайковского (1943).
В 1973 году репатриировался в Израиль. Умер в 1976 году в Иерусалиме.

## Награды и премии
- Сталинская премия третьей степени (1950) — за кантату «За мир!» (1949)

## Творчество
Автор опер «Анна Каренина» и «Отчаянная дорога» (1962), кантаты «За мир» (1949), музыкальной комедии «Девушка из Шанхая» (совместно с Ф. М. Квятковской, 1950), оратории «Кадиш» для хора и духового оркестра (1946), концерта для кларнета с оркестром (1955), «пяти еврейских народных песен» (1965), шести пьес для кларнета-соло «Фрейлехс» (1974), ряда произведений для кларнета.
Автор музыки к музыкальному телефильму «Пойманный монах» (1960, Ленфильм).

## Нотные издания
- Славянский танец: Для виолончели с фортепиано. Л.: Союз советских композиторов, 1948.
- Звёздочка моя ночная: Русская народная песня для голоса с фортепиано. Л.: Союз советских композиторов, 1949.
- Морская песня: Для мужского хора без сопровождения (слова А. А. Жарова). Л.: Союз композиторов СССР, 1950.
- За мир!: Кантата для солистов и смешанного хора и симфонического оркестра. Л.-М.: Музгиз, 1951.
- Две фуги для фортепиано. Л.: Советский композитор, 1957.
- Концерт для кларнета с симфоническим оркестром: Переложение для кларнета и фортепиано. Л.: Советский композитор, 1958.
- Хоры без сопровождения. Л.: Советский композитор, 1959.
- Ноктюрн и скерцо из квинтета для духовых инструментов. Л.: Советский композитор, 1960.
- Весна: Смешанный хор без сопровождения (слова А. А. Фета). М.: Советский композитор, 1960.
- Десять этюдов для кларнета. Л.: Музгиз, 1961.
- Песенка Шарлотты из музыкальной комедии «Анвальский курорт»: Для голоса с сопровождением фортепиано. Л.: Музгиз, 1961.
- Ансамбли для струнных инструментов (скрипки и виолончели): Для музыкальных школ и училищ. Л.: Музгиз, 1962.
- Колодезный журавль. М.: Музгиз, 1962.
- Концерт для кларнета (Си b) с оркестром. Л.: Музыка, 1966.
- Детский альбом. Л.: Музыка, 1967.
- Шесть этюдов для кларнета. М.: Советский композитор, 1971.
- Три сонатины для фортепиано. Л.: Музыка, 1971.
- Хоры [разных составов] без сопровождения. Л.: Музыка, 1972.